# Mervyn Crossman
Mervyn Richard Crossman (Home Hill, 7 aprile 1935 – Townsville, 20 giugno 2017) è stato un hockeista su prato australiano, vincitore della medaglia di bronzo a Tokyo 1964.

## Biografia
Nato come portiere, a metà anni 50 è stato spostato nel ruolo di difensore.
Oltre all'edizione del 1964, venne convocato anche per i Giochi olimpici di Roma 1960, dove la selezione australiana si classificò sesta.
Complessivamente, dal 1960 al 1965, collezionò 32 presenze in nazionale segnando otto reti.
Nella sua carriera ha indossato le maglie prima dei Queensland Colts, nel 1956, e poi dei Queensland Colts dal 1957 al 1968.
Chiusa la carriera agonistica rimase nell'ambiente dell'hockey su prato allenando le squadre junior e senior dei Townsville Hockey e dei Queensland Senior fino a fine anni 80.

## Palmarès
- Giochi olimpici

Tokyo 1964: bronzo.